# Niederhausen (Nahe)
Niederhausen an der Nahe é uma comunidade alemã localizada no distrito de Bad Kreuznach, no estado alemão da Renânia-Palatinado (Rheinland-Pfalz, em alemão).
É preciso salientar que existem traduções divergentes do nome de estado.
A população de Niederhausen oscila entre seiscentas e setecentas pessoas no total, ocupando uma área de 5,31 km² no sudoeste da Alemanha, não mui dista da França. A região renana, onde está inserida Niederhausen, é uma das zonas vinícolas mais antigas da Alemanha, contando com centenas de anos de história. Durante o período napoleônico ela chegou a pertencer ao território francês por mais de uma década, eventualmente passando a pertencer a nação alemã outra vez.
Apesar de contar com personalidades agnósticas e de ateus ao longo de sua história, as religiões sempre fizeram parte integral da vida social das gentes destas paragens, inicialmente com o paganismo celta, fortemente ligado à natureza e aos seus ciclos, aos mitos e tradições antecedentes ao cristianismo. No entanto, eventualmente as duas religiões que viriam a predominar neste estado alemão foram o catolicismo romano e o protestantismo luterano. Sendo que o judaísmo também teve uma longa história nesta região do sudoeste da Alemanha.
Vale notar que existem outras localidades na Alemanha que se chamam Niederhausen, esta Niderhausen, porém, freqüentemente traz junto ao seu nome a extensão Nahe, que é o nome de um rio às margens do qual esta Niederhausen está localizada.
A história desta comunidade, caracterizada por sua arquitetura medieval teutônica, com estruturas de enxaimel (Fachwerk, em alemão; o que é equivalente, à grosso modo, à arquitetura tutor da Inglaterra), é deveras riquíssima.
As suas origens são decididamente celtas, como citado acima. No entanto, mais tarde, ela viria a ser profundamente marcada pelo Império Romano. Após isso, transformada pelo período medieval que predominou pela Europa toda.
Vale citar que Niederhausen an der Nahe, inclusive, tem conexões com o Brasil. Por exemplo, os dois grandes ramos da família Beppler do Brasil têm como uma de suas origens esta pacata cidadezinha alemã através de seu antecessor Friedrich Jakob Beppler.